# Fokföldi bülbül
A fokföldi bülbül (Pycnonotus capensis) a madarak osztályának verébalakúak (Passeriformes) rendjébe, a bülbülfélék (Pycnonotidae) családjába tartozó faj.

## Rendszerezése
A fajt Carl von Linné svéd természettudós írta le 1766-ban, a Turdus nembe Turdus capensis néven.

## Előfordulása
Afrika déli részén, a Dél-afrikai Köztársaság területén honos. Természetes élőhelyei a szubtrópusi vagy trópusi lombhullató erdők és cserjések, folyók és patakok környékén, valamint vidéki kertek. Állandó, nem vonuló faj.

## Megjelenése
Testhossza 19–21 centiméter, testtömege 28–47,5 gramm.
|  |

## Életmódja
Gyümölcsökkel, magvakkal, nektárral és ízeltlábúakkal táplálkozik.

## Természetvédelmi helyzete
Az elterjedési területe elég nagy, egyedszáma pedig növekvő. A Természetvédelmi Világszövetség Vörös listáján nem fenyegetett fajként szerepel.